# Twenty20 Big Bash 2007/08
Die Twenty20 Big Bash 2007/08 war die dritte Saison dieser australischen Twenty20-Meisterschaft. Dabei nahmen die traditionellen First-Class Teams die die australischen Bundesstaaten repräsentieren an dem Turnier teil. Sieger waren die Victoria Bushrangers, die sich im Finale mit 32 Runs gegen die Western Warriors durchsetzten.

## Format
Die sechs Mannschaften spielten in einer Gruppen gegen jedes Team jeweils ein Mal. Die beiden bestplatzierten qualifizierten sich für das Finale.

## Gruppenphase
Tabelle
| Teams                 | Sp. | S | N | NR | P | NRR    |
| --------------------- | --- | - | - | -- | - | ------ |
| Western Warriors      | 5   | 4 | 1 | 0  | 8 | +0.582 |
| Victorian Bushrangers | 5   | 4 | 1 | 0  | 8 | +0.582 |
| Tasmanian Tigers      | 5   | 3 | 2 | 0  | 6 | +0.681 |
| New South Wales Blues | 5   | 2 | 3 | 0  | 4 | −0.078 |
| Queensland Bulls      | 5   | 1 | 3 | 1  | 3 | −0.294 |
| Southern Redbacks     | 5   | 0 | 4 | 1  | 1 | −1.719 |

Spiele
| 31. Dezember Scorecard | Townsville | Victorian Bushrangers 187-7 (20) | – | Queensland Bulls 140 (19.3) |
|                        |            | Victoria gewinnt mit 47 Runs     |   |                             |

| 31. Dezember Scorecard | Perth | Western Warriors 188-4 (20)     | – | Tasmanian Tigers 189-5 (18.4) |
|                        |       | Tasmanien gewinnt mit 5 Wickets |   |                               |

| 1. Januar Scorecard | Adelaide | Southern Redbacks 134-9 (20)          | – | New South Wales Blues 135-2 (17) |
|                     |          | New South Wales gewinnt mit 8 Wickets |   |                                  |

| 4. Januar Scorecard | Hobart | New South Wales Blues 157-8 (20) | – | Tasmanian Tigers 161-5 (19.5) |
|                     |        | Tasmanien gewinnt mit 5 Wickets  |   |                               |

| 4. Januar Scorecard | Brisbane | Queensland Bulls | – | Southern Redbacks |
|                     |          | No Result        |   |                   |

| 4. Januar Scorecard | Perth | Victorian Bushrangers 186-9 (20)        | – | Western Warriors 187-5 (18.3) |
|                     |       | Western Australia gewinnt mit 5 Wickets |   |                               |

| 6. Januar Scorecard | Hobart | Southern Redbacks 127-7 (20)    | – | Tasmanian Tigers 131-2 (10.3) |
|                     |        | Tasmanien gewinnt mit 8 Wickets |   |                               |

| 6. Januar Scorecard | Melbourne | Victorian Bushrangers 154-6 (20) | – | New South Wales Blues 142-8 (20) |
|                     |           | Victoria gewinnt mit 12 Runs     |   |                                  |

| 6. Januar Scorecard | Perth | Queensland Bulls 154-9 (20)             | – | Western Warriors 157-6 (20) |
|                     |       | Western Australia gewinnt mit 4 Wickets |   |                             |

| 8. Januar Scorecard | Sydney | New South Wales Blues 121-8 (20)   | – | Queensland Bulls 115 (20) |
|                     |        | New South Wales gewinnt mit 6 Runs |   |                           |

| 8. Januar Scorecard | Adelaide | Southern Redbacks 97 (19.3)             | – | Western Warriors 98-5 (16.3) |
|                     |          | Western Australia gewinnt mit 5 Wickets |   |                              |

| 8. Januar Scorecard | Melbourne | Victorian Bushrangers 178-7 (20) | – | Tasmanian Tigers 171 (20) |
|                     |           | Victoria gewinnt mit 7 Runs      |   |                           |

| 10. Januar Scorecard | Sydney | New South Wales Blues 159-7 (20)        | – | Western Warriors 160-4 (17.3) |
|                      |        | Western Australia gewinnt mit 6 Wickets |   |                               |

| 10. Januar Scorecard | Adelaide | Victorian Bushrangers 142-9 (20) | – | Southern Redbacks 137 (19.3) |
|                      |          | Victoria gewinnt mit 5 Runs      |   |                              |

| 10. Januar Scorecard | Brisbane | Tasmanian Tigers 174-8 (20)      | – | Queensland Bulls 177-1 (16.1) |
|                      |          | Queensland gewinnt mit 9 Wickets |   |                               |

## Finale
| 28. Januar Scorecard | Perth | Victorian Bushrangers 203-8 (20) | – | Tasmanian Tigers 171 (19.3) |
|                      |       | Victoria gewinnt mit 32 Runs     |   |                             |